# 代謝物質
代謝物質 (たいしゃぶっしつ、英語: metabolite) は、代謝の過程の中間生産物及び最終生成物である。代謝物、代謝産物、代謝生成物ともいうが、代謝物質というと代謝をうける前の物質もいうことがある。通常は小分子に限られる。一次代謝物質は、生物の成長、進化、生殖に直接関わるものである。例えばアルコールは、工業微生物的に大量生産される一次代謝物質である。二次代謝物質は、上記の過程には直接関わらないが、例えば抗生物質や色素等、重要な生態学的機能を持つ物質である。抗生物質の中には、一次代謝物質を前駆物質として用いるものもある。例えば、アクチノマイシンは一次代謝物質のトリプトファンから作られる。
工業微生物学で生産される一次代謝物質の例には、次のようなものがある。
| 分類       | 例                           |
| ---------- | ---------------------------- |
| アルコール | エタノール                   |
| アミノ酸   | グルタミン酸, アスパラギン酸 |
| 核酸       | 5' グアニル酸                |
| 抗酸化物質 | イソアスコルビン酸           |
| 有機酸     | 酢酸, 酪酸                   |
| ポリオール | グリセロール                 |
| ビタミン   | B2                           |

メタボロームは、代謝反応の大きなネットワークを形成し、ある酵素化学反応からの出力が他の化学反応への入力になる。